# Sextant (musikalbum)
Sextant från 1973 är ett musikalbum av jazzpianisten Herbie Hancock. Det är hans första på Columbia och hans sista med ”Mwandishi Band”.

## Låtlista
All musik är komponerad av Herbie Hancock
1. Rain Dance – 9:20
2. Hidden Shadows – 10:15
3. Hornets – 19:36

## Medverkande
- Mwandishi (Herbie Hancock) – piano, Rhodes-piano, clavinet, mellotron, ARP 2600, ARP Pro Soloist, Moog synthesizer
- Mwile (Bennie Maupin) – sopransax, basklarinett, piccolaflöjt, slagverk
- Mganga (Eddie Henderson) – trumpet, flygelhorn
- Pepo (Julian Priester) – bastrombon, tenortrombon, alttrombon, koskälla
- Mchezaji (Buster Williams) – elbas, bas
- Jabali (Billy Hart) – trummor
- Patrick Gleeson – ARP 2600, ARP Pro Soloist
- Buck Clarke – slagverk